# Koloman von Pataky

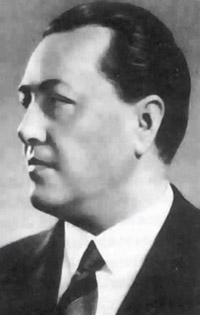
Koloman von Pataky (1937)

Koloman von Pataky, nome d'arte di Kálmán Pataky de Déstalva (Lendava, 16 novembre 1896 – Los Angeles, 29 febbraio 1964) è stato un tenore ungherese.

## Biografia
Debuttò nel 1922 a Budapest come Duca di Mantova in Rigoletto, iniziando una rapida carriera prevalentemente in ruoli lirici e leggeri mozartiani e del repertorio italiano, in particolare verdiano e pucciniano.
Nel 1926 approdò a Vienna dove partecipò alla prima assoluta di Elena egizia di Richard Strauss. Nel 1931 debuttò al Festival di Salisburgo ne Il cavaliere della rosa. Nel 1939 apparve alla Scala come Houn in Oberon diretto da Tullio Serafin.
Oltre che a Vienna e Budapest, che furono le sedi principali della sua attività, fu presente a Buenos Aires e in Italia, un'unica volta a Roma (Alceste) e alla Scala. Continuò a esibirsi fino agli anni quaranta, quando concluse la carriera dopo aver subito l'amputazione di una gamba.
Voce di natura lirica, è ricordato principalmente come tenore mozartiano (Così fan tutte, Il flauto magico, Il ratto dal serraglio, La finta giardiniera), ma si esibì con notevole frequenza anche in titoli dell'opera italiana e francese, sia lirici (Il barbiere di Siviglia, Lucia di Lammermoor, Don Pasquale, La traviata, Un ballo in maschera, Madama Butterfly,  La bohème, Tosca, Manon, Faust, Mignon), che dalla vocalità più spinta (Manon Lescaut, Aida, La forza del destino, Pagliacci, Carmen). Interpretò anche opere wagneriane: Tannhäuser, L'olandese volante, Tristano e Isotta, Fidelio.

## Discografia
- Don Giovanni, con Salvatore Baccaloni, Ina Souez, Luise Helletsgruber, John Brownlee, Audrey Mildmay, dir. Fritz Busch - HMV 1936